# Осада Бреста (1182)
Осада Бреста — осада Владимиром Володаревичем в 1182 году города Брест, занятого поляками.

## История
Сын князя бужского Ярополка Изяславича, внук киевского князя Изяслава Мстиславича. У Татищева под 1182 годом записано, что Василько Ярополчич владел городами Дрогичином и Нуром, а также захватил Брест у минского (Полоцкого?) князя Владимира Володаревича. Однако, боясь там оставаться, оставил в Бресте брата жены — мазовецкого князя с польским отрядом. Вскоре Владимир Володаревич вернул себе Брест, а также вторгся в Подляшье (Побужье), принадлежащее Васильку, и выгнал его оттуда.

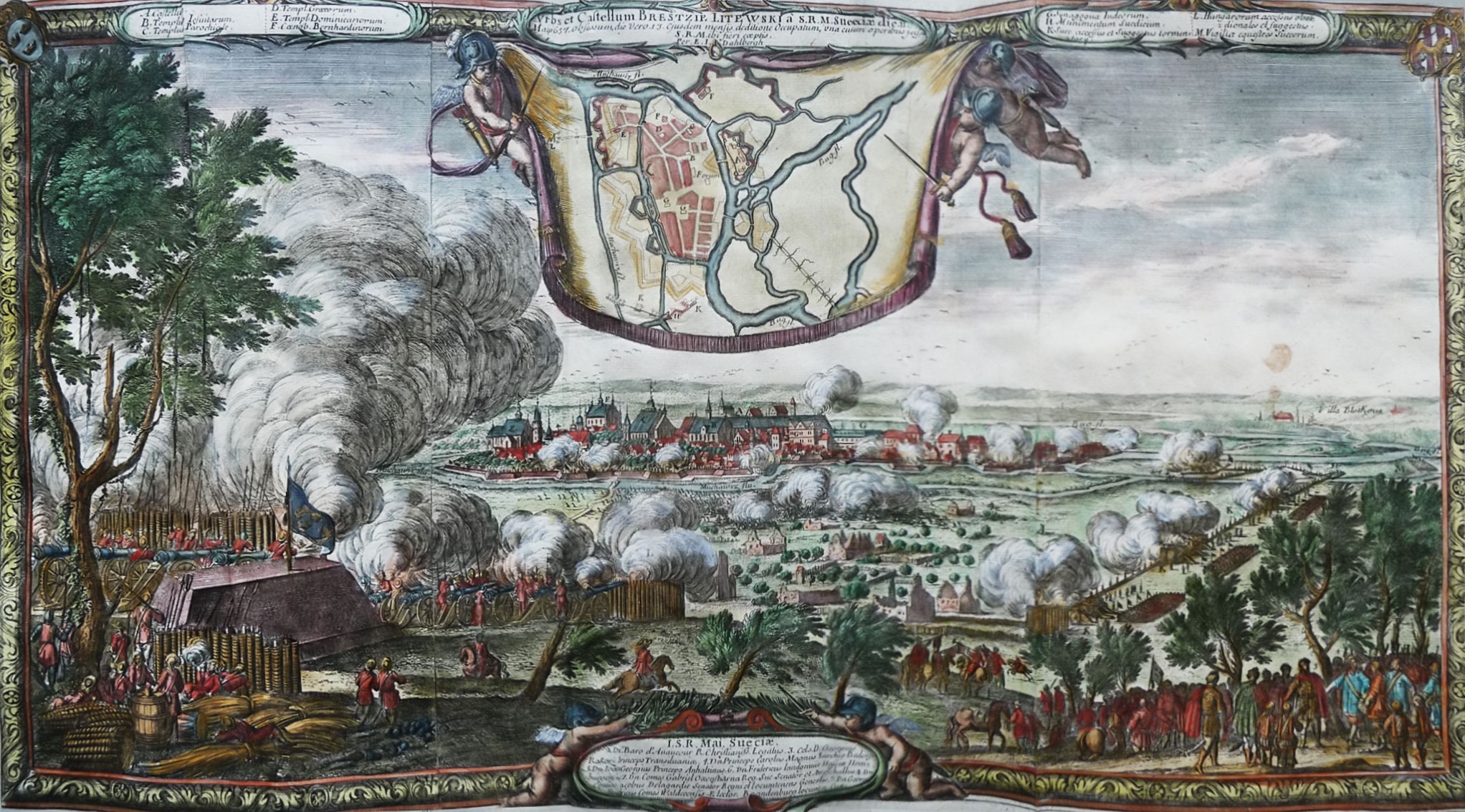
г. Брест, Э. Дальберг, 1657 г.